# Leteča tarča
Leteča tarča (ang. target drone) je vojaško brezpilotno letalo, ki se uporablja za testiranje protiletalskih sistemov, kot so rakete zrak-zrak na lovskih letalih in zemeljskih sistemov kot so rakete zemlja-zrak, površina-zrak in protiletalski topovovi (AAA). Uporabljajo se tudi za šolanje posadk. Leteče tarče se po navadi usmerja na daljavo (Remote cotrol).
Nekatere bolj napredne tarče imajo tudi protiukrepe, radar in druge sisteme.Večkrat se tudi predela stare protiladijske rakete, manevrirne rakete ali pa celo stare lovce v leteče tarče. 

## Seznam letečih tarč
- Airspeed Queen Wasp
- ATL MSAT-500NG
- ATL GSAT-200NG
- BQM-74 Chukar
- Curtiss Queen Seamew
- de Havilland Queen Bee
- DRDO Lakshya
- Meggitt Banshee
- Fairey Queen
- GAF Jindivik
- Miles Queen Martinet
- Ryan Firebee
- TAI Şimşek
- de Havilland Vampire
- QF-4